# Enrique Ramos González
Enrique 'Quique' Ramos González (nascut el 7 de març de 1956) és un futbolista retirat espanyol que va jugar com a migcampista defensiu. Va ser internacional amb la selecció espanyola.

## Carrera de club
Nascut a Madrid, Ramos va acabar la seva formació a l'Atlètic de Madrid, fent el seu debut amb el primer equip el 1979 i aconseguint ser titular habitual durant els següents nou anys, en els quals va ajudar el seu equip a assolir el 1985 la Copa del Rei i la Supercopa d'Espanya.
Tanmateix, després de la temporada 1987–88, principalment a causa de problemes personals seriosos amb el president del club Jesús Gil, va deixar el club Colchonero i es va acabar retirant – després d'un any d'inactivitat – el juny de 1990, amb el Rayo Vallecano, que descendia de La Liga.

## Carrera internacional
Ramos va representar Espanya en quatre ocasions. El seu debut va ser el 18 de febrer de 1981, en un amistós amb França (victòria per 1–0).

## Palmarès
Atlético de Madrid
- Copa del Rei: 1984–85
- Supercopa d'Espanya: 1985
- Recopa d'Europa: Finalista 1985–86[2]